# ناحیه فاماگوستا

ناحیه فاماگوستا (انگلیسی: Famagusta District) یکی از شش ناحیه جزیره قبرس به مرکزیت شهر فاماگوستا می‌باشد.
این ناحیه ۱۹۷۹ کیلومتر مربع مساحت و ۳۷٬۷۳۸ نفر جمعیت دارد